# Peter Høimark
Peter Høimark, född 2 juli 1937 i Danmark, död 27 september 2004, var en dansk manusförfattare, scenograf och skådespelare.

## Filmmanus
- 1980 - Lille Virgil og Orla Frøsnapper

## Filmografi roller i urval
- 1971 – Utvandrarna